# Staten Island (pel·lícula)
 Staten Island és una pel·lícula franco-estatunidenca de James DeMonaco, estrenada el 2009.

## Argument
A Nova York, a l'ombra de Manhattan, es troba el barri de Staten Island. Sully és buidador de fosses sèptiques. La seva dona Maria desitja tenir un fill. Sully està a punt per assegurar el futur del seu fill...
Jasper, modest empleat sord i mut d'una carnisseria del barri, és obligat a treballar amb la màfia. Parmie Tarzo, cap d'aquesta màfia local, vol eliminar la competència i controlar tota l'illa de Staten Island...

## Repartiment
- Ethan Hawke: Sully
- Vincent D'Onofrio: Parmie Tarzo
- Seymour Cassel: Jasper
- Julianne Nicholson: Maria
- Dennis Albanese: guardaespatlles
- Ian Brennan: hippie a l'arbre
- J.D. Daniels: Vet
- Michael Hogan: Bill

## Al voltant de la pel·lícula
- James DeMonaco va escriure el guió de la pel·lícula Assault on Precinct 13 de Jean-François Richet a la que ja treballava Ethan Hawke.[1]
- La pel·lícula ca ser presentada al European Film Market, a Alemanya el 2009.[2]